# Tennesseellum formica
Tennesseellum formica là một loài nhện trong họ Linyphiidae.
Loài này thuộc chi Tennesseellum. Tennesseellum formica được James Henry Emerton miêu tả năm 1882.